# Mattat
Mattat (hebräisch מַתָּת Mattat, deutsch ‚Geschenk‘) ist eine kleine Ortschaft im nördlichen Israel, in der Nähe der libanesischen Grenze, in dem Regionalverband Maʿale Josef und liegt zwischen den Städten Maʿalot-Tarschicha und Safed.
Die Ortschaft wurde 1979 von einigen Familien gegründet, die einer Organisation namens HaSukkah angehörten und hat 2018 191 Einwohner, viele von ihnen sind in der Landwirtschaft oder örtlichen Industriebetrieben beschäftigt. Eine weitere Einkommensquelle ist der Tourismus.
Die Buchstabenfolge מתת bedeutet in der Gematrie 840, die Meereshöhe des Ortes in Metern. Die Höhenlage und die bergige Region verschafft dem Ort ein relativ ausgewogenes Klima. Die sommerlichen Temperaturen steigen selten über 25 °C, die Luftfeuchtigkeit ist niedrig, wobei die Nächte auch kühl sind. Die Winter sind kalt und nass, mit einer durchschnittlichen jährlichen Niederschlagsmenge von 800 mm, inklusive gelegentlichem Schneefall.
Während des Libanonkrieges 2006 wurde die Ortschaft durch die Hisbollah mit Raketen beschossen.